# Talássio (consular)
Talássio (em latim: Thalassius) foi um oficial bizantino do século V, ativo durante o reinado do imperador Zenão (r. 474–475; 476–491). Segundo João Malalas, Talássio serviu como consular na Síria e quando esteve em Antioquia foi perseguido pela facção Verde do hipódromo da cidade, obrigando-o a fugir. Ele seria substituído por Quadrado.
Malalas descreve estes eventos em sua narrativa após descrever os acontecimentos de 488, o que indicaria uma data entre 488 e 491. Apesar disso, os autores da prosopografia do Império Romano Tardio consideram ser possível uma data diferente, pois sua obra é cronologicamente desorganizada.